# Valea Șesii (Bucium), Alba
Valea Șesii este un sat în comuna Bucium din județul Alba, Transilvania, România.